# بمب‌گذاری نتانیا (۲۰۰۱)
بمب‌گذاری نتانیا یک بمب‌گذاری انتحاری بود که در ۴ مارس ۲۰۰۱ در مرکز منطقه تجاری نتانیای اسرائیل رخ داد. در این حمله سه غیرنظامی کشته و بیش از ۶۰ نفر زخمی شدند.

## حمله

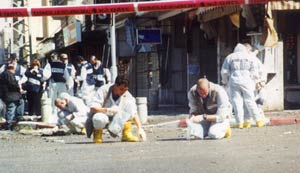
پیامد حمله

روز یکشنبه، ۴ مارس ۲۰۰۱، کمی قبل از ساعت ۹ صبح، یک بمب‌گذار انتحاری فلسطینی که کمربند انفجاری را زیر لباس‌هایش پنهان کرده بود، این بمب را در یک تقاطع شلوغ در مرکز منطقه تجاری نتانیای اسرائیل منفجر کرد. نیروی انفجار منجر به کشته شدن نفتالی دین، ۸۵ ساله، از تل موند، خواهرزاده او، شلومیت زیو، ۵۸ ساله، از نتانیا و یوگنیا مالچین، ۷۰ ساله، از نتانیا و زخمی شدن بیش از ۶۰ نفر شد.

## عامل حمله
پس از این حمله، گروه شبه‌نظامی فلسطینی حماس مسئولیت این حمله را بر عهده گرفت و اعلام کرد که این حمله توسط یک فلسطینی ۲۳ ساله به نام احمد علیان ساکن کرانه باختری انجام شده است.

## واکنش‌های رسمی
اسرائیل:
- آریل شارون، نخست‌وزیر اسرائیل، گفت: «این حمله تروریستی یک حمله بسیار جدی است که نشان می‌دهد تشکیلات خودگردان فلسطین اقدامات لازم را انجام نمی‌دهد»[۳]

 فلسطین:
- احمد یاسین، رهبر معنوی حماس، با بیان اینکه حماس تا زمانی که اشغالگری اسرائیل ریشه کن نشود، به حملات خود به اسرائیل ادامه خواهد داد و گفت که اسرائیلی‌ها «بهایی را مطابق با بهایی که مردم فلسطین می‌پردازند» خواهند پرداخت.[۱]
- فرانسه: مقامات فرانسوی حمله در نتانیا را محکوم کردند، اما در عین حال از اسرائیل خواستند به محاصره سرزمین‌های فلسطین پایان دهد.[۴]
- ایالات متحده آمریکا: دولت بوش این حمله را محکوم کرد و از عرفات خواست مسئولین این حمله را دستگیر کند.[۵]